# Thijs Dallinga
Thijs Dallinga, född 3 augusti 2000, är en nederländsk fotbollsspelare som spelar för franska Toulouse.

## Karriär
Den 1 juli 2022 värvades Dallinga av franska Toulouse. Han debuterade och gjorde ett mål i Ligue 1 den 7 augusti 2022 i en 1–1-match mot Nice.